# Магнус Чейз и боги Асгарда
Магнус Чейз и боги Асгарда (англ. Magnus Chase and the gods of Asgard) — трилогия из фэнтезийных приключенческих романов, основанных на скандинавской мифологии, авторства Рика Риордана. Книга является спин-оффом романов о Перси Джексоне, и происходит в той же вселенной.

## Герои
Магнус Чейз
Главный герой книги.Сын скандинавского бога лета и плодородия Фрея и Натали Чейз.Кузен Аннабет Чейз.До того как погиб в бою и попал в Вальгаллу два года жил на улице, так как потерял мать.Владелец легендарного говорящего меча Сумарбрандера.Стал эйнхерием (бессмертным воином Одина) когда был убит огненным великаном Суртом в свой шестнадцатый день рождения, помешав последнему завладеть мечом лета и начать Рагнарёк.Умеет исцелять людей с помощью ауры Фрея, и обезоруживать окружающих своим криком.Хорошо выносит низкие и высокие температуры (сумел войти в открытое пламя во время битвы с Суртом). В третьей книге случайно попробовав драконью кровь получил способность понимать животных. Саркастичен, не отличается смелостью, но очень заботлив, и умеет сопереживать другим. Очень любил свою мать, и тяжело переживал её утрату.Имеет в своих предках шведских монархов. Внешностью очень напоминает Курта Кобейна из за длинных светлых волос.Имеет серые глаза со странным пустым взглядом. До того как стал эйнхерием был очень худым и бледным, после того как он умер его телосложение стало более мускулистым (как и у всех эйнхериев) и нормализовался цвет кожи. Не очень хорош в боях. Астматик, и может нормально дышать только когда находится в дикой природе. В конце третьей книги начинает встречаться с Алексом Фьерро.
Самира Аль Аббас
Валькирия. Дочь бога обмана и зла Локи. Принесла душу Магнуса Чейза в Вальгаллу, из за чего первоначально была уволена. Боится и ненавидит своего отца, и поэтому не принимает свою магическую способность изменять облик при желании.Умеет летать, так как является валькирией, и дерётся с помощью копья из белого света. Самира является мусульманкой, и носит зелёный хиджаб, который может при желании превращать в маскировку.Имеет очень большую силу воли, так как могла соблюдать пост во время многочисленных приключений.Живет у своих бабушки и дедушки, так как лишилась матери в раннем возрасте. Пытается совмещать секретную работу валькирией и нормальную жизнь. Учится в десятом классе.Мечтает стать пилотом. Помолвлена с Амиром Фадланом - сыном хозяина кафе, который подкармливал Магнуса во время его бездомной жизни. Во второй части приносит в Вальхаллу своего брата/сестру со стороны отца, Алекса Фьерро.
Хартстоун
Эльф. Присматривал за бездомным Магнусом, выдавая себя за бездомного. Единственный смертный маг рун за последние тысячи лет.Лучший друг Блитцена. Очень бледный, имеет отражающие свет глаза, зелёные вены и слезы. Глухонемой, поэтому может общаться только с помощью языка жестов.Имеет очень сложные отношения со своим отцом. Постоянно носит красно белый шарф, который получил от Блитцена. Относится к Магнусу как к своему младшему брату.
Блитцен
Гном. Сын богини красоты и любви Фрейи и обыкновенного гнома. Кузен Магнуса Чейза, хотя вначале скрывал этот факт. Присматривал за Магнусом когда тот жил на улице. Выглядит как привлекательный человек маленького роста, из за того что его мать богиня красоты. Неплохой кузнец как и все гномы, хотя больше интересуется модой. Лучший друг Хартстоуна, подарил ему красно белый шарф, с которым он потом никогда не расставался. Стесняется своего происхождения.
Алекс Фьерро
Сын/дочь Локи, и единокровный брат/сестра Самиры Аль Аббас. Родился от мексиканского бизнесмена и Локи в женском обличии. При рождении имел мужской пол, но с возрастом понял что является гендерфлюидом (иногда чувствует себя девушкой, иногда парнем). Была выгнана из дома, и жила на улице, пока не была убита волками. Также как и мать умеет изменять свой облик. Дерётся с помощью заколдованного гончарного изделия и охотничьего ножа спрятанным под завязанным на талии свитером. Вначале пытался сбежать из Вальгаллы, так как думала что после смерти навсегда останется парнем. Внешностью очень похожа на своего отца, та же самая хитрая ухмылка и красивые черты лица. Имеет гетерохромию - один глаз темно карий, другой янтарного цвета. Волосы чёрные, но покрашены в мятный цвет. Имеет достаточно задирчивую манеру поведения, но на самом деле является верным и добрым другом.
Рэндольф
Дядя Магнуса Чейза и брат Фредерика и Натали Чейз. Потерял всю свою семью и вынужден помогать Локи чтобы её вернуть.
Локи
Бог огня, зла и обмана. Главный антагонист.Отец Самиры Аль Аббас и мать Алекс Фьерро.Пытается выбраться из своего плена и начать Рагнарок. Появляется во снах Магнуса.Манипулирует Алексом и Самирой. Насильно заставил Рэндольфа помогать ему.
Фрей
Бог лета и плодородия. Отец Магнуса Чейза. Брат близнец богини Фрейи. Магнус его единственный потомок за последнюю тысячу лет. Бывший хозяин говорящего меча Сумарсбрандера, которого он был вынужден отдать из за любви к великанше. Является правителем Альфхайма - миром эльфов. Очень похож на своего сына. В третьей книги подарил Магнусу корабль викингов.
Тор
Бог грома.Обладатель гигантского молота Мьёльнира.Отец Гуниллы.Имеет двух козлов, которых он запрягает в свою колесницу.Имеет добродушный, но легкомысленный характер.Во второй части теряет свой молот.Муж богини Сиф.
Мэллори Кин
Молодая ирландская девушка.Попала в Вальгаллу когда попыталась обезвредить бомбу с помощью ножей, и погибла.Очень вспыльчива, хотя на самом деле добрая.Постоянно ругается с Халфборном Гундерсоном, что является её формой выражения внимания.В третьей части узнает кто является её божественным родителем.Получила от своей матери волшебные ножи близнецы, которые никогда не тупеют.Умеет мирить злейших врагов, эта способность также досталась ей от матери.
Халфборн Гундерсон
Викинг.Героически погиб в бою при вторжении викингов в восточную Англию.Живёт в Вальгалле уже на протяжении несколько сотен лет.Родом из Швеции.Знает очень большое количество старых норвежских ругательств.Является берсерком и поэтому обладает практической неуязвимостью тела (может нормально передвигаться  с несколькими мечами торчащими из тела) .
Томас Джефферсон младший
Сын бога Тюра и бежавшей чернокожей рабыни.Работал солдатом.Умер во время Американской Гражданской войны.Очень смелый и всегда соблюдает правила, из за сил своего отца физически не может отклонить вызов на дуэль.
Гунилла
Валькирия. Дочь Тора. Не доверяет детям Локи из-за того, что однажды была жестоко обманута одним из них. Находится в Вальгалле уже на протяжении 500 лет. Негативно относится к Самире Аль Аббас из-за того, что последняя дочь Локи. Отредактировала запись со смертью Магнуса Чейза чтобы подставить её. Умеет превращаться в лебедя.
Один
Верховный бог.Хозяин отеля Вальгалла.Сделал Самиру Аль Аббас валькирией, когда увидел как последняя защищала своих одноклассников от ледяного великана.Помогал Магнусу во время его приключений.Помогал Хартстоуну совершенствоваться в магии рун.
Сумарбрандер (Джек)
Говорящий меч Магнуса Чейза. Раньше принадлежал Фрею. Умеет летать и самостоятельно бороться с врагами. Может превращаться в кулон, который Магнус носит на шее. Тысячу лет пролежал на дне реки. Знает большое количество попсовых песен наизусть, которые часто поёт во время битв. В третьей части влюбляется в меч Перси Джексона, который оказался женского пола.
Натали Чейз
Мать Магнуса, и сестра Фредерика и Рэндольфа Чейз.Очень любила природу, и старалась почаще выходить с Магнусом в лес, чтобы почувствовать энергию его отца.Погибла, защищая своего сына от больших синеглазых волков.
Амир Фадлан
Жених Самиры Аль Аббас.Сын хозяина кафе, который подкармливал Магнуса во время его бездомных скитаний.Во второй книге узнает про двойную жизнь Самиры, и благодаря Магнусу начинает видеть сквозь туман.Любит свою невесту, и старается поддерживать её во время её многочисленных приключений.
Фенрир
Мифологический чудовищный волк.Сын Локи.Главный антагонист первой книги.Из за своей опасности был связан богами магической цепью Глейпниром.Убил отца Блитцена.Обладает очень хорошим даром убеждения, что отлично помогает ему заманивать жертв.

## Основные книги
Первая книга "Меч лета" вышла в 2015 году, вторая "Молот Тора" в 2016, финальная книга "Корабль мертвецов" вышла в 2017. Кроме трёх книг, есть ещё несколько дополнительных материалов к романам, таких как "Отель Вальгалла (путеводитель по миру Магнуса Чейза)" и "Девять из Девяти Миров".

## Сюжет
Сюжет цикла о Магнусе Чейзе вращается вокруг приключений бездомного подростка Магнуса и его друзей, после того как Магнус погиб в бою и попал в Вальгаллу - место для героически погибших воинов. В отличие от "Перси Джексона" и "Героев Олимпа", книга имеет более мрачный тон повествования и более саркастичный юмор.

## Критика
Книга получила одобрительные отзывы за интересный сюжет, юмор, и репрезентацию этнических меньшинств и ЛГБТ - персонажей.

## История публикации
- Меч лета —  6 октября 2015 года
- Молот Тора — 4 октября 2016 года
- Корабль Мертвецов — октябрь 2017 года.

Дополнительные:
- Гид по Скандинавским мирам — 16 августа 2016
- 9 из Девяти миров — 2 октября 2018